# Ko Jum
Ko Jum (taj. เกาะจำ, także Koh Jum, Koh Pu) – wyspa należąca do dystryktu Nuea Khlong w prowincji Krabi w Tajlandii.
Połowa terenu wyspy jest górzysta i skalista, a reszta to równiny porośnięte palmami. Ko Jum jest położona około 25 km na południe od miasta Krabi nad Morzem Andamańskim.
Stała populacja wynosi poniżej 2000; większość mieszkańców Ko Jum mieszka w trzech głównych wioskach rozsianych po całej wyspie: Ban Ko Jum, Ban Ko Pu i Ban Ting Rai. Główne źródła dochodu generuje rolnictwo i rybołówstwo, a także drzewa kauczukowe, które porastają śródlądowe obszary wyspy.